# Thunderbolt Ross
Il Generale Thaddeus E. "Thunderbolt" Ross è un personaggio dei fumetti creato da Stan Lee (testi) e Jack Kirby (disegni) pubblicato dalla Marvel Comics ed esordito nella serie The incredible Hulk (vol. 1) n. 1 (maggio 1962) ed è uno dei principali avversari di Hulk, a cui dà una caccia al limite dell'ossessione in quanto lo ritiene una minaccia per gli Stati Uniti e l'intero pianeta. Dopo oltre quarant'anni di vita editoriale, gli autori Jeph Loeb e Ed McGuinness decidono di fargli assumere l'identità di Hulk Rosso, per poter affrontare più facilmente la sua nemesi.
Nella classifica stilata nel 2009 da IGN, si è posizionato al 71º posto come più grande cattivo nella storia dei fumetti.

## Biografia del personaggio

### Origini
Nato in New Hampshire da Alexander e Elizabeth Ross, in una famiglia dalla centenaria tradizione nelle forze armate, Ross si diploma col massimo dei voti alla United States Military Academy e, appena diciottenne, diviene uno dei migliori piloti della United States Air Force servendo il suo paese sia nella Seconda Guerra Mondiale che nella Guerra di Corea ottenendo il rango di capitano e il soprannome "Thunderbolt", attribuitogli dalle sue truppe in onore della sua rapidità d'azione.
Al termine del conflitto, promosso maggiore, sposa Karen Lee, unica figlia del capitano Lee, suo mentore ed ex-superiore e, dopo aver preso parte a vari conflitti in Asia venendo infine promosso tenente generale, ottiene un incarico d'ufficio dapprima a Los Alamos e poi a Desert Base; poco tempo dopo nasce la sua unica figlia, Betty. Non volendo crescere la bambina in un ambiente militare, allontana dalla base lei e sua madre mandandole nella sua città natia. Nonostante il suo carattere duro l'uomo ha sempre amato profondamente sia la moglie che la figlia e, proprio in virtù di ciò, quando la consorte muore di cancro, la figlia sedicenne si trasferisce alla Base Gamma da lui supervisionata, in Nuovo Messico, per potergli stare vicina.

### Hulkbusters

Il generale Ross stagliato di fronte a Hulk, disegni di Adam Kubert.

Nel momento in cui, divenuta adulta, sua figlia si innamora di Bruce Banner, lo scienziato a capo del Progetto Bomba Gamma comandato da Ross, questi disapprova aspramente in quanto lo considera un debole e un vigliacco assolutamente indegno di stare al fianco della sua bambina che, al contrario, vorrebbe vedere sposata al suo secondo in comando, il maggiore Glenn Talbot. Dopo la comparsa di Hulk, il generale inizia a dargli la caccia e, nel momento in cui scopre che la creatura altri non è che Banner, si mette al comando degli Hulkbusters, una speciale task force da lui istituita al fine di inseguirlo e neutralizzarlo; la sua ossessione nei confronti del Golia Verde cresce fino al punto da portarlo ad allearsi con supercriminali quali il Capo e Abominio subendo infine un crollo nervoso e venendo radiato.
Tempo dopo, saputo dell'imminente matrimonio tra sua figlia e Banner, vi si presenta tentando di impedirlo ma, in un misto di rabbia, dolore e pazzia, finisce unicamente per sparare a Rick Jones e venire allontanato senza riuscire nell'intento di impedire che i due pronuncino i loro voti. Furioso, l'ex-generale viene avvicinato dall'agente S.H.I.E.L.D. Clay Quartermain e sottoposto ad un esperimento per unirlo con la creatura elettrocinetica Zzzax; tale processo danneggia però ulteriormente il suo già precario equilibrio psichico, motivo per il quale viene prontamente invertito.
Tempo dopo, Ross osserva Banner e Jones affrontare un mutante capace di assorbire energia e capisce di essersi sempre sbagliato sul conto della creatura, motivo per il quale si sacrifica per aiutarli e muore poco dopo tra le braccia di sua figlia dando la sua benedizione a lei e al marito.
Il corpo dell'uomo viene tuttavia in seguito rianimato dal Capo, che ne fa il suo servitore ribattezzandolo Redeemer. In seguito tuttavia, viene liberato da tale schiavitù e reintegrato nella U.S. Air Force riappacificandosi col genero e coesistendoci pacificamente fino alla morte di Betty per contaminazione da raggi gamma apparentemente trasmessile per via sessuata dal marito (in realtà dovuto a una macchinazione di Abomino).
Straziato dal dolore e desideroso di vendetta, Ross riprende i tentativi di catturarlo finché non gli subentra il generale John Ryker.

### World War Hulk
Durante la guerra di Hulk contro la Terra, Ross, promosso generale a quattro stelle, tenta di uccidere l'eterno nemico bombardandolo con 10 tonnellate di adamantio ma, poiché il Gigante di Giada rimane illeso, il generale arriva a saltare da un elicottero gettandoglisi personalmente contro e sparandogli in faccia. Fallito anche tale tentativo, Ross viene catturato, deportato al Madison Square Garden insieme a vari altri supereroi sconfitti, imprigionato sotto la guardia dei Fratelli di guerra e liberato dopo lo scontro tra Hulk e Sentry.

### Hulk Rosso
Allettato dalle prospettive di salvare gli Stati Uniti dallo sbando in cui sono caduti dopo la morte di Capitan America e di resuscitare sua figlia Betty, Ross si allea con l'Intellighenzia (una coalizione di scienziati malvagi) permettendo al Capo e a M.O.D.O.K. di trasformarlo, tramite un bombardamento di raggi gamma e radiazioni cosmiche, in una versione rossa di Hulk facendone l'agente principale del loro piano di conquista del paese. Nei panni di Hulk Rosso (o Rulk) uccide Abominio e Wendigo per poi affrontare Hulk e Thor sconfiggendo facilmente entrambi. Dopo l'apparizione della She-Hulk Rossa, l'uomo realizza si tratti di sua figlia Betty motivo per il quale, capendo che l'Intellighenzia stia andando troppo oltre, si allea con il suo più acerrimo nemico Bruce Banner rivelandogli la propria identità. Dopo aver annientato il gruppo di scienziati e privato il Capo dei suoi poteri drenando l'Energia Gamma dal suo corpo, Hulk Rosso occupa la Casa Bianca durante una conferenza stampa con la ferma intenzione di dominare gli Stati Uniti, tuttavia viene raggiunto da Hulk verde che, dopo una cruenta battaglia, lo sconfigge.
Sconfitto dalla sua nemesi e creduto morto dal resto del mondo, Ross/Rulk viene imprigionato nella Base Gamma, in Nuovo Messico, finché, su proposta di Banner, viene arruolato da Steve Rogers in una squadra di Vendicatori "forzuti" istituita allo scopo di sventare il "Programma Terra Bruciata", innescato dalla distrutta Intellighenzia come contromisura estrema in caso di fallimento del loro piano di conquista. Dopo il successo di tale missione gli viene concesso di rimanere nei Vendicatori affiancato da una Life Model Decoy di nome Annie; il suo ingresso ufficiale nella squadra avviene però solo dopo che aiuta a sconfiggere Hood, entrato in possesso di quattro Gemme dell'Infinito.
Durante l'evento Fear Itself tenta, senza successo, di impedire alla Cosa (sotto il controllo del Serpente) di distruggere la Torre dei Vendicatori. Durante il conflitto tra Vendicatori e X-Men invade Utopia al fine di assassinare Ciclope ma fallisce.
Successivamente fonda un nuovo gruppo di Thunderbolts non sponsorizzato dal governo per compiere alcune missioni segrete volte a riparare gli errori commessi durante la sua carriera militare. Nel momento in cui Hulk diviene il geniale e malvagio "Doc Green" decidendo di eliminare tutti gli individui potenziati dai raggi gamma, affronta Rulk con l'aiuto di Deadpool riuscendo a sconfiggerlo e a rimuovergli i poteri. Regredito alla sua forma umana, il generale viene arrestato per diserzione.

## Poteri e abilità
Il Generale Ross è un esperto militare addestrato nel combattimento corpo a corpo e nell'utilizzo delle armi da fuoco essendosi diplomato tra i migliori della United States Military Academy ed avendo prestato servizio nella Seconda Guerra Mondiale, nella Guerra di Corea e in vari altri conflitti nel Pacifico. È un ottimo leader e un eccellente stratega che, come spesso dimostrato nella sua ossessiva caccia a Hulk, dispone di capacità analitiche e tattiche elevatissime. Superbo pilota, il suo soprannome, "Thunderbolt" (in inglese: fulmine), gli è stato attribuito dai commilitoni, i quali, commentando la sua rapidità d'azione, affermavano che: «colpisce come un fulmine» ("He Struck Like a Thunderbolt").

### Hulk Rosso
A differenza della sua nemesi, Ross possiede il totale controllo sulla propria mutazione, cosa che gli consente di ragionare in maniera lucida e razionale, nonché di usufruire della sua massima esperienza in campo militare anche quando si trova nella sua forma mostruosa, ciò lo rende «tutto ciò che l'Hulk verde non è». La trasformazione da una forma all'altra avviene solo consciamente e a piacimento dell'uomo che, dunque, non regredisce in forma umana nemmeno qualora reso incosciente o con livelli adrenalinici nella norma; inoltre il suo sangue è giallo fluorescente e rimane di tale colore anche in forma umana. Al di là di tutto ciò, Rulk possiede una forza fisica immensa (molto superiore a quella di Hulk non arrabbiato), una resistenza allo strenuo dell'invulnerabilità, l'immunità al dolore e alla fatica, velocità, agilità, riflessi e capacità di salto sovrumane, nonché un fattore rigenerante che lo immunizza da qualunque malattia, conferendogli tempi di recupero sovrumani (inferiori a quelli di Hulk). Tali abilità non aumentano però in relazione alla rabbia della creatura, difatti, qualora colto dall'ira, anziché divenire più forte, Hulk Rosso inizia a emettere un calore letale dal proprio corpo, che aumenta in maniera direttamente proporzionale alla sua rabbia, senza mai raggiungere un limite, sebbene, superata una certa intensità, lo renda esausto. Può ad ogni modo, emettere tale calore dagli occhi in maniera volontaria e regolandone autonomamente l'intensità anche senza essere arrabbiato.
Essendo stato creato da una combinazione di Radiazioni Gamma e Potere Cosmico, Hulk Rosso può aumentare drasticamente le sue capacità assorbendo tali tipologie di energia, riuscendo perfino a estrarle da altri individui potenziati tramite esse, regredendoli alla loro forma umana. Sebbene non ci sia limite a tale potere, un suo abuso potrebbe impedire a Ross di tornare in forma umana. Il generale è inoltre in grado di assorbire energia anche in forma umana per trasformarsi in Rulk qualora privo del quantitativo energetico necessario per eseguire automaticamente la metamorfosi, e la sola energia che non è in grado di assimilare, parrebbe essere quella della zona negativa.

## Altre versioni

### 1602
In 1602, l'ammiraglio Ross, della Royal Navy, è mandato alla colonia di Roanoke ad occuparsi degli accusati di stregoneria.

### Amalgam
Nell'universo Amalgam, Ross è un generale a capo del Progetto Cadmus che crea, tramite esperimenti genetici, il piccolo Pete Ross, sentendosi in colpa nei confronti del neonato, Ross chiude il progetto e adotta il ragazzo, che lo chiama affettuosamente Zio Gen. Dopo che il militare viene ucciso da un ladro, il ragazzo assume l'identità di Ragno-Boy.

### L'era di Apocalisse
Nella saga L'era di Apocalisse, il generale "Thunderbolt" Ross è un membro del Grande Consiglio Umano.

### Age of Ultron

Hulk Rosso in Age of Ultron, disegni di In-Hyuk Lee.

Nella realtà alternativa di Age of Ultron, Hulk Rosso, sopravvissuto all'olocausto causato dall'intelligenza artificiale creata da Hank Pym, si unisce ad un gruppo di eroi sopravvissuti e raggiunge la Terra Selvaggia, partendo poi per il futuro assieme a una formazione di Vendicatori al fine di trovare e distruggere Ultron, sebbene venga subito ucciso dai servitori di quest'ultimo.

### Rinascita degli Eroi
Nell'universo de La Rinascita degli Eroi, Ross è stato uno dei maggiori consiglieri del presidente Harry S. Truman quando, al termine della Seconda Guerra Mondiale, decise di lanciare la bomba atomica su Hiroshima e Nagasaki; dopo essere stato aspramente criticato da Capitan America, il generale mette Nick Fury a capo del neonato S.H.I.E.L.D. al fine di tenere il supereroe sotto controllo. Decadi dopo diviene Capo dello stato maggiore congiunto delle forze armate statunitensi ma, a seguito di un infarto, lascia tale posizione, viene ricoverato ed assistito da sua figlia Liz Ross, impiegata presso le Stark Industries.

### Mini Marvels
Nella serie per tutte le età Mini Marvels, Hulk Rosso è un essere amichevole e di scarsa intelligenza, amico dell'Hulk Verde e dell'Hulk Blu.

### Marvel Noir
Nell'universo Marvel Noir, Ross è un ex-commilitone di Edwin Jarvis durante la Seconda Guerra Mondiale.

### Newuniversal
Nella realtà newuniversal, il generale Ross è il Capo dello stato maggiore congiunto delle forze armate statunitensi, pesantemente criticato per il continuo utilizzo di armi nucleari contro i superumani.

### Ultimate
Nell'universo Ultimate, Ross è un generale U. S. Army ex-direttore dello S.H.I.E.L.D. che, dopo essersi ritirato, ha istituito un think tank nel Baxter Building per coordinare gli UFF assieme al generale Talbot.

## Altri media

### Animazione
- Il Generale Ross compare nella serie animata del 1966 The Marvel Superheroes.
- Ross è uno dei personaggi principali della serie animata L'incredibile Hulk, del 1982.
- Ross è uno degli antagonisti principali della serie animata L'incredibile Hulk, del 1996.
- Il Generale Ross ha un cameo in un episodio della serie animata I Fantastici 4 - I più grandi eroi del mondo.
- Thunderbolt Ross/Hulk Rosso appare nella serie animata Avengers - I più potenti eroi della Terra.
- Il Generale Ross è presente in due episodi della serie animata Iron Man: Armored Adventures.
- Hulk Rosso appare anche nella serie animata Ultimate Spider-Man.
- Hulk Rosso è uno dei protagonisti della serie animata Hulk e gli agenti S.M.A.S.H..
- Il Generale Ross (con la sua identità Hulk Rosso) compare nell'anime Disk Wars: Avengers.

### Cinema

Il generale Thunderbolt Ross interpretato da Sam Elliott nel film Hulk.

Nel film Hulk (2003), il Generale Ross è interpretato da Sam Elliott. In questa versione lui e David Banner, il padre di Bruce, lavoravano nella stessa base militare, il primo in qualità di maggiore, il secondo come ricercatore, ma quando poi Ross scoprì come David avesse, contro i suoi ordini, fatto esperimenti su esseri umani (senza scoprire come in realtà David avesse sperimentato il siero su sé stesso, trasmettendo la mutazione al figlio), lo licenziò. David, in risposta, distrusse la base e, cercando di uccidere il figlio poiché convinto come questi fosse condannato ad una vita di sofferenza, finì per uccidere involontariamente la propria moglie. Per questo Ross lo fece arrestare e fece mettere il piccolo Bruce in adozione. Quando, durante il film, Ross reincontra Bruce, crede che lui ricordi la cosa, avendo assistito alla tragedia, ma inizialmente lo scienziato non ci riesce. In questa versione, Ross è raffigurato in una luce lievemente più positiva rispetto alla controparte cartacea, poiché non presenta nessun reale sentimento di malignità o invidia nei confronti di Bruce, e di dargli la caccia solo poiché convinto che ciò sia il solo modo per proteggere la nazione e, soprattutto, Betty stessa. L'ostilità che inoltre prova contro Bruce (incontrato quando l'incidente e la prima trasformazione sono già avvenute) non è dovuta a pregiudizi, ma al fatto che, come lui spiega, è una coincidenza davvero incredibile che Bruce, pur non ricordando nulla di David, si sia ritrovato a lavorare nello stesso ambito di ricerca, per poi avere l'incidente proprio quando il padre è stato scarcerato.

### Marvel Cinematic Universe
Nel franchise del Marvel Cinematic Universe (MCU), il Generale Thaddeus "Thunderbolt" Ross è stato interpretato da William Hurt fino a Black Widow nel 2021. Dopo la morte di Hurt avvenuta il 13 marzo 2022, è stato sostituito da Harrison Ford a partire da Captain America: Brave New World nel 2025:
- Nel film L'incredibile Hulk (2008)[54] egli è l'ex-supervisore di un progetto fallimentare volto a replicare il siero del supersoldato, risultante nella trasformazione di Banner in Hulk, che tenta poi di catturare per farne un'arma dell'esercito, arrivando, per conseguire tale impresa, a allearsi con il capitano Emil Blonsky, ma quando egli diventa il malefico Abominio, viene costretto a rilasciare Hulk per fermarlo. In una scena tagliata viene rivelato un dettaglio che oscura ulteriormente la figura del generale: mentre Bruce sta venendo portato via, Betty affronta il padre e gli rivela di essere a conoscenza di come l'esperimento che ha portato alla nascita di Hulk sia andato male per colpa sua, e di come lui abbia cominciato a dare la caccia a Banner/Hulk anche per nascondere la propria responsabilità.
- Nel Marvel One-Shots Il consulente (2011) viene mostrato come, dopo essere stato ripetutamente importunato da Tony Stark, Ross abbia desistito dall'idea di candidare Abominio per il "Progetto Avengers".
- Ross riappare in Captain America: Civil War (2016) dove si rivela essere divenuto Segretario di Stato degli Stati Uniti, e viene incaricato di supervisionare le attività degli Avengers in vista della stipulazione degli Accordi di Sokovia da parte delle Nazioni Unite. Dopo la presa di posizione di Captain America, il segretario lo dichiara "criminale di guerra" insieme ai suoi compagni, che egli imprigiona nel Raft, il carcere per superumani da lui gestito. Malgrado il Barone Helmut Zemo, il vero colpevole degli eventi della guerra civile sia stato scoperto ed arrestato, continua a dar la caccia a Steve Rogers e alla sua squadra, fatta evadere da Rogers con la complicità di Stark.
- Hurt ha ripreso il ruolo in Avengers: Infinity War (2018). In questo film compare solo in un ologramma al Quartier Generale degli Avengers, discutendo con James Rhodey della scomparsa improvvisa di Stark e Visione (che è andato segretamente a vivere con Wanda). Assiste contrariato all'arrivo di Steve Rogers con la sua squadra reduce dall'attacco dell'Ordine Nero. Dopo essere stato sfidato da Rogers, pronto a combattere anche lui per difendere la Terra da Thanos, ordina cinicamente a Rhodey di arrestare i suoi amici, ma di tutta risposta Rhodey interrompe i contatti col segretario, rinnegando così sia lui che gli Accordi di Sokovia. Sembra che Ross sia stato tra le vittime di Thanos quando ha sterminato metà della popolazione dell'universo.[55]
- Ross compare anche in Avengers: Endgame (2019), dove presenzia al funerale di Tony Stark / Iron Man.
- Il Generale Ross compare anche nella prima serie animata dell'MCU What If...? (2021-2024).
- Ross ricompare nel film Black Widow (2021), in cerca di Natasha Romanoff / Vedova Nera per aver violato gli accordi di Sokovia ed essere divenuta una "criminale di guerra" (questo film segna l'ultima volta in cui il personaggio è interpretato da William Hurt, deceduto il 13 marzo 2022).
- Il personaggio è apparso anche nella terza serie animata dell'MCU Il vostro amichevole Spider-Man di quartiere (2025).
- Ross (interpretato per la prima volta da Harrison Ford) è apparso nuovamente nel film Captain America: Brave New World (2025), in cui si scopre che è stato eletto Presidente degli Stati Uniti.

### Videogiochi
- Thunderbolt Ross compare in Hulk, tratto dall'omonimo film.
- Thunderbolt Ross compare in The Incredible Hulk: Ultimate Destruction.
- Thunderbolt Ross compare in L'incredibile Hulk, tratto dall'omonimo film[56].
- Hulk Rosso compare come skin di Hulk in Marvel: La Grande Alleanza 2.
- Hulk Rosso compare come skin di Hulk in Marvel Super Hero Squad.
- Hulk Rosso compare come skin di Hulk in Marvel Super Hero Squad: The Infinity Gauntlet.
- Hulk Rosso compare come skin di Hulk in Marvel vs. Capcom 3: Fate of Two Worlds.
- Hulk Rosso compare come personaggio giocabile in Marvel Super Hero Squad Online.
- Hulk Rosso compare come personaggio giocabile in Marvel: Avengers Alliance.
- Thunderbolt Ross/Hulk Rosso compare come personaggio giocabile in LEGO Marvel Super Heroes[57].
- Hulk Rosso compare come personaggio giocabile in Marvel: Sfida dei campioni.
- Hulk Rosso compare come personaggio giocabile in Marvel: Future Fight.
- Thunderbolt Ross/Hulk Rosso compare come personaggio giocabile in LEGO Marvel's Avengers.
- Thunderbolt Ross/Hulk Rosso compare come personaggio giocabile in LEGO Marvel Super Heroes 2.

## Affiliazione militare
Nel corso della vita editoriale del personaggio la sua affiliazione militare è stata spesso oggetto di discussione poiché rappresentata in maniera alquanto inaccurata: sebbene nelle prime storie di Hulk Ross venisse raffigurato come un generale della United States Army e fosse difatti a capo di una task force dell'esercito (gli Hulkbusters), lo si è praticamente sempre visto indossare la divisa blu della United States Air Force fin dalla sua prima apparizione e le storie relative alla sua partecipazione alla Seconda Guerra Mondiale lo hanno raffigurato come un ufficiale della United States Army Air Corps divisione che, il 18 settembre 1947, si sarebbe separata dall'esercito divenendo la U.S. Air Force. Lo stesso Joe Quesada ha confermato, in un'intervista del 2009, che Ross fa parte della U.S. Air Force, giustificando le rare occasioni in cui lo si è visto indossare la divisa dell'esercito come una licenza creativa presa degli autori, o una possibile appartenenza del personaggio ad una unità speciale dotata di uniforme a sé stante. Nell'edizione del 2004 di The Official Handbook of the Marvel Universe: Hulk, viene stabilito che Ross è un tenente generale U.S. Air Force a tre stelle, sebbene durante World War Hulk venga promosso generale a quattro stelle.
In ognuna delle trasposizioni animate del personaggio, sia in The Marvel Superheroes, che nella serie del 1982 e in quella del 1996, è stato raffigurato come un generale della U.S. Army, stesso dicasi per le interpretazioni di Sam Elliott e William Hurt, rispettivamente nei film Hulk (2003) e L'incredibile Hulk (2008).